# Álbuns número um na Billboard 200 em 2022
Esta é uma lista dos álbuns classificados como número um nos Estados Unidos em 2022. Os álbuns e EPs de melhor desempenho nos Estados Unidos estão classificados na parada da Billboard 200, publicada pela revista Billboard. Os dados são compilados pela Nielsen SoundScan com base nas vendas físicas e digitais semanais de cada álbum, bem como na contagem de streamings sob demanda e nas vendas digitais de suas faixas individuais.

## Histórico
| † | Indica o álbum com melhor desempenho em 2022. |

| Data            | Álbum                         | Artista(s)             | Vendas             | Ref.   |
| --------------- | ----------------------------- | ---------------------- | ------------------ | ------ |
| 1 de janeiro    | 30                            | Adele                  | 212 mil            | [ 2 ]  |
| 8 de janeiro    | 30                            | Adele                  | 99 mil             | [ 3 ]  |
| 15 de janeiro   | Encanto                       | Vários artistas        | 72 mil             | [ 4 ]  |
| 22 de janeiro   | DS4Ever                       | Gunna                  | 150 mil            | [ 5 ]  |
| 29 de janeiro   | Encanto                       | Vários artistas        | 104 mil            | [ 6 ]  |
| 5 de fevereiro  | Encanto                       | Vários artistas        | 115 mil            | [ 7 ]  |
| 12 de fevereiro | Encanto                       | Vários artistas        | 113 mil            | [ 8 ]  |
| 19 de fevereiro | Encanto                       | Vários artistas        | 110 mil            | [ 9 ]  |
| 26 de fevereiro | Encanto                       | Vários artistas        | 98 mil             | [ 10 ] |
| 5 de março      | Encanto                       | Vários artistas        | 90 mil             | [ 11 ] |
| 12 de março     | Encanto                       | Vários artistas        | 80 mil             | [ 12 ] |
| 19 de março     | Encanto                       | Vários artistas        | 72 mil             | [ 13 ] |
| 26 de março     | 7220                          | Lil Durk               | 120 mil            | [ 14 ] |
| 2 de abril      | Oddinary                      | Stray Kids             | 110 mil            | [ 15 ] |
| 9 de abril      | Mainstream Sellout            | Machine Gun Kelly      | 93 mil             | [ 16 ] |
| 16 de abril     | Unlimited Love                | Red Hot Chilli Peppers | 97 mil             | [ 17 ] |
| 23 de abril     | 7220                          | Lil Durk               | 47 mil             | [ 18 ] |
| 30 de abril     | Call Me If You Get Lost       | Tyler, the Creator     | 59 mil             | [ 19 ] |
| 7 de maio       | It's Almost Dry               | Pusha T                | 55 mil             | [ 20 ] |
| 14 de maio      | I Never Liked You             | Future                 | 222 mil            | [ 21 ] |
| 21 de maio      | Un Verano Sin Ti †            | Bad Bunny              | 274 mil            | [ 22 ] |
| 28 de maio      | Mr. Morale & The Big Steppers | Kendrick Lamar         | 295 mil            | [ 23 ] |
| 4 de junho      | Harry's House                 | Harry Styles           | 521 mil            | [ 24 ] |
| 11 de junho     | Harry's House                 | Harry Styles           | 160 mil            | [ 25 ] |
| 18 de junho     | Un Verano Sin Ti †            | Bad Bunny              | 137 mil            | [ 26 ] |
| 25 de junho     | Proof                         | BTS                    | 314 mil            | [ 27 ] |
| 2 de julho      | Honestly, Nevermind           | Drake                  | 204 mil            | [ 28 ] |
| 9 de julho      | Un Verano Sin Ti †            | Bad Bunny              | 115 mil            | [ 29 ] |
| 16 de julho     | Un Verano Sin Ti †            | Bad Bunny              | 111 mil            | [ 30 ] |
| 23 de julho     | Un Verano Sin Ti †            | Bad Bunny              | 105 mil            | [ 31 ] |
| 30 de julho     | Un Verano Sin Ti †            | Bad Bunny              | 103 mil            | [ 32 ] |
| 6 de agosto     | Un Verano Sin Ti †            | Bad Bunny              | 98 mil             | [ 33 ] |
| 13 de agosto    | Renaissance                   | Beyoncé                | 332 mil            | [ 34 ] |
| 20 de agosto    | Un Verano Sin Ti †            | Bad Bunny              | 108 mil            | [ 35 ] |
| 27 de agosto    | Beautiful Mind                | Rod Wave               | 115 mil            | [ 36 ] |
| 3 de setembro   | Un Verano Sin Ti †            | Bad Bunny              | 105 mil            | [ 37 ] |
| 10 de setembro  | God Did                       | DJ Khaled              | 107 mil            | [ 38 ] |
| 17 de setembro  | Un Verano Sin Ti †            | Bad Bunny              | 99 mil             | [ 39 ] |
| 24 de setembro  | Un Verano Sin Ti †            | Bad Bunny              | 97 mil             | [ 40 ] |
| 1 de outubro    | Born Pink                     | BLACKPINK              | 102 mil            | [ 41 ] |
| 8 de outubro    | Un Verano Sin Ti †            | Bad Bunny              | 87 mil             | [ 42 ] |
| 15 de outubro   | Un Verano Sin Ti †            | Bad Bunny              | 84 mil             | [ 43 ] |
| 22 de outubro   | Maxident                      | Stray Kids             | 117 mil            | [ 44 ] |
| 29 de outubro   | It's Only Me                  | Lil Baby               | 216 mil            | [ 45 ] |
| 5 de novembro   | Midnights                     | Taylor Swift           | 1 milhão e 578 mil | [ 46 ] |
| 12 de novembro  | Midnights                     | Taylor Swift           | 342 mil            | [ 47 ] |
| 19 de novembro  | Her Loss                      | Drake e 21 Savage      | 404 mil            | [ 48 ] |
| 26 de novembro  | Midnights                     | Taylor Swift           | 204 mil            | [ 49 ] |
| 3 de dezembro   | Midnights                     | Taylor Swift           | 177 mil            | [ 50 ] |
| 10 de dezembro  | Midnights                     | Taylor Swift           | 151 mil            | [ 51 ] |
| 17 de dezembro  | Heroes & Villains             | Metro Boomin           | 185 mil            | [ 52 ] |
| 24 de dezembro  | SOS                           | SZA                    | 318 mil            | [ 53 ] |
| 31 de dezembro  | SOS                           | SZA                    | 180 mil            | [ 54 ] |